# Neues Schloss (Banská Štiavnica)
Das Neue Schloss (slowakisch Nový zámok) ist eine Festung beziehungsweise Wachturm in der mittelslowakischen Stadt Banská Štiavnica. Es liegt südwestlich der Stadtmitte auf dem Dievčenský vrch (deutsch Frauenberg), deshalb wird die Festung manchmal auch Jungfernschlössel (slowakisch Panenský hrad oder Dievčenský hrad) genannt.

## Geschichte
Die Entstehung der Festung hängt mit der Besetzung von Teilen des Königreichs Ungarn nach der Schlacht bei Mohács zusammen. Neben dem Umbau der gotischen Basilika in die heute als Altes Schloss bekannte Festung entschloss man sich, auf dem Frauenberg oberhalb der Straße Richtung Siedlung Windschacht (slowakisch Vindšachta, heute Teil von Štiavnické Bane) eine weitere Festung zu bauen. Diese erhielt zur Unterscheidung den Namen Neues Schloss und entstand zwischen den Jahren 1564 und 1571. Es handelt sich im Wesentlichen um einen großen Turm mit vier (ursprünglich zwei) Eckbastionen. Durch spätere Umbauten wuchs der Turm bis auf die Höhe des vierten Stockwerks. Die errichtete Festung schützte den Weg in die Stadt vom Süden und Osten her und wurde an zwei Stellen in die Stadtbefestigung integriert. In der Festung war auch eine Feuerwache untergebracht, die jede Viertelstunde die jeweilige Zeit mit Fanfare anzuzeigen hatte.

## Heutiger Zustand
Die Festung ist bis heute erhalten und beherbergt das Museum der Kämpfe gegen die Türken (slowakisch Múzeum protitureckých bojov).